# Béatrice Costantini
Pour les articles homonymes, voir Costantini.
Béatrice Costantini est une actrice et chanteuse française née le 17 mai 1947,.

## Biographie
Fille d'un producteur de cinéma italien, elle fréquente le milieu du cinéma dès son plus jeune âge. Actrice de théâtre, pour le cinéma et pour la télévision, elle a joué sous la direction de réalisateurs comme Robert Hossein, Luis Buñuel, Pierre Chevalier,  Claude Autant-Lara, Claude Sautet ou Costa-Gavras. Également chanteuse, elle a monté un one-woman-show à Broadway. Elle a monté sa propre agence de mannequins, comédiens, VIP qui se nomme l'Agence Di situé dans le premier arrondissement de Paris.

## Filmographie

### Cinéma
- 1967 : J'ai tué Raspoutine de Robert Hossein : Un disciple de Raspoutine
- 1968 : Caroline chérie de Denys de La Patellière
- 1968 : Adieu l'ami de Jean Herman
- 1969 : Paul de Diourka Medveczky
- 1969 : La Voie lactée de Luis Buñuel : Une fille de Priscillien
- 1970 : Le Temps de mourir d'André Farwagi
- 1971 : Les Deux Anglaises et le Continent de François Truffaut
- 1973 : Pigalle carrefour des illusions : Marilou
- 1973 : La Belle Affaire de Jacques Besnard
- 1973 : Les Granges brûlées : Lucile
- 1975 : La Traque de Serge Leroy
- 1976 : D'amour et d'eau fraîche de Jean-Pierre Blanc : une femme
- 1976 : L'Ordinateur des pompes funèbres de Gérard Pirès : Secrétaire
- 1977 : Gloria de Claude Autant-Lara
- 1979 : Clair de femme de Costa-Gavras
- 1981 : Viens chez moi, j'habite chez une copine de Patrice Leconte : La dame au vin
- 1981 : Et pourtant elle tourne... : Mme Alcina
- 1983 : Rebelote de Jacques Richard : Chatounette
- 1983 : Premiers Désirs de David Hamilton : Agathe
- 1987 : Club de rencontres de Michel Lang
- 1988 : Quelques jours avec moi de Claude Sautet
- 1991 : Sushi Sushi de Laurent Perrin : La gérante
- 1991 : Une époque formidable… de Gérard Jugnot
- 2002 : Filles perdues, cheveux gras de Claude Duty : La patronne
- 2002 : Le Défi  de Blanca Li
- 2004 : Au secours, j'ai 30 ans ! de Marie-Anne Chazel : Vanessa
- 2004 : La confiance règne d'Étienne Chatiliez : Françoise Térion 2
- 2006 : Camping de Fabien Onteniente : Mme de Brantes
- 2008 : Coco de Gad Elmaleh : la Femme du Préfet
- 2016 : À fond de Nicolas Benamou : Madame Sacha Château Chantelle
- 2024 : Paradis Paris de Marjane Satrapi : l'agent artistique de Giovanna

### Télévision
- 1971 : Un soir chez Norris
- 1971 : L'Homme qui rit de Jean Kerchbron
- 1972 : La Sainte Farce (TV)
- 1975 : Les Peupliers de la Prétentaine
- 1981 : Martine Verdier
- 1981 : Le Fils-père
- 1982 : La Déchirure : Daniella
- 1982 : Les Enquêtes du commissaire Maigret de Jean-Paul Sassy : Le Voleur de Maigret[7]
- 1983 : Les Enquêtes du commissaire Maigret d'Alain Levent (série télévisée), épisode : La Colère de Maigret
- 1984 : L'Amour en héritage (Mistral's Daughter) de Douglas Hickox / Kevin Connor, (feuilleton TV) : Madame Bie
- 1984 : Un seul être vous manque de Jacques Doniol Valcroze
- 1984 : Rue Carnot
- 1985 : Les Enquêtes du commissaire Maigret, épisode : Maigret au Picratt's de Philippe Laïk
- 1990 : Mit den Clowns kamen die Tränen
- 1990 : La Seconde : Merya
- 1990 : Un destin cannibale : Clothilde
- 1992 : Poivre et Sel
- 1992 : Thalasso-passion : Lise
- 2004 : Maigret en meublé : La grande Thérèse
- 2005 : Mon incroyable fiancé : La sexologue
- 2005 : Disparition de Laurent Carcélès
- 2005 : On ne prête qu'aux riches

## Théâtre
- 1972 : Ne m'oubliez pas de Peter Nichols (en), mise en scène Michel Fagadau, Théâtre de la Renaissance
- 2001 : Exces Uomo de Robert Donat, mise en scène Maria Ducceschi, Sudden Théâtre
- 2014 : PROFS & Cie de Cédric Cizaire, mise en scène Cedric Cizaire, Théâtre Les Blancs Manteaux puis au théâtre de la contrescarpe et au festival d'Avignon (off) 2014
- 2018 : La très Jolie Trilogie de Laurent Baffie, Théâtre du Splendid
- 2019 : Dernier tour de piste de Jean Franco, mise en scène Olivier Macé et Guillaume Mélanie. Avec Jean-Marie Bigard et Patrice Laffont

## Spectacle
- 2014 : Made in Paris, spectacle musical sur Paris en chansons au Zèbre de Belleville le 20 octobre et 15 décembre 2014 [8],[9]